# ST8SIA6
ST8SIA6‏ (ST8 alpha-N-acetyl-neuraminide alpha-2,8-sialyltransferase 6) هوَ بروتين يُشَفر بواسطة جين ST8SIA6 في الإنسان.